# شبيب بن حاتم الطائي
شبيب بن حاتم الطائي أحد أبناء حاتم الطائي الذي كان يضرب به المثل في الجود والكرم.

## عنه
هو شبيب بنُ حَاتِم بن عبد الله بن سعد بن الحَشْرَج بن امرئ القيس بن عَدِيّ بن أَخْزَم بن أَبي أَخْزَم بن رَبِيعَة بن جَرْوَل بن ثُعَل بن عمرو بن الغَوْث بن طيء.
ومن المواقف لحاتم الطائي أثناء أسره لدى بكر، أن قالت له امرأة من عنزة: قم افصد لنا هذه الناقة! فقام حاتم ونحر الناقة بدلاً من فصدها ، فذهلت المرأة وأسمها عالية على حد ذكر ابن الأثير والأنساب للعوتبي الصحاري. فقال حاتم الأبيات التالية بعد نحره للناقة :
| إنّ ابن أسماء لكم ضامن   |  | حتى يؤدّي آنسٌ ناويـه    |
| لا أفصد الناقة في أنفها |  | لكنّني أوجرهـا العاليـه |
| إنّي عن الفصد لفي مفخر   |  | يكره مني المفصد الآليه |